# Toloño mendilerroa / Sierra Toloño
Toloño mendilerroa / Sierra Toloño (baskiska: Toloño mendilerroa) är en bergskedja i Spanien.   Den ligger i provinsen Araba / Álava och regionen Baskien, i den norra delen av landet, 260 km norr om huvudstaden Madrid.